# Levkoplast
Levkoplasti so vrsta neobarvanih plastidov, ki so udeleženi v različnih vrstah presnove (metabolizma). Prisotni so v koreninah in nefotosintetskih tkivih. V splošnem so levkoplasti mnogo manjši od kloroplastov in imajo spremenljivo obliko, pogosto opisano kot ameboidno. Obširno omrežje stromul, tj. cevastih podaljškov med levkoplasti, ki služijo za izmenjevanje določenih snovi, so lahko prisotni v epidermalnih celicah korenin, hipokotilu in kalusu. Pri nekaterih tipih celic v določenih fazah razvoja (npr. v meristemu korenine) so levkoplasti razporejeni v skupkih okoli jedra, stromule pa segajo na periferijo celice.
Lahko se specializirajo za skladiščenje škroba, lipidov ali proteinov: tako po vrsti ločimo amiloplaste, elaioplaste in proteinoplaste. V mnogih celicah pa levkoplasti nimajo skladiščne vloge, pač pa so udeleženi v pomembni biosintetičnih funkcijah, med drugim v sintezi maščobnih kislin, aminokislin in tetrapirolovih spojin, kot je hem.
Etioplaste, ki so vmesna stopnja v razvoju kloroplastov, se lahko zaradi odsotnosti barvila oz. pigmenta tehnično uvršča med levkoplaste. Po izpostavljanju svetlobi se etioplasti dokončno diferencirajo v kloroplaste.